# Vânia Fernandes
Vânia Sofia Olim Marote de Ribeiro Fernandes (Santo António, Funchal, 25 de Setembro de 1984) é uma cantora portuguesa.

## Biografia
Terminou a licenciatura em Música, ramo jazz em 2012 da Escola Superior de Música de Lisboa.
Tem o curso profissional de canto do Conservatório de Música da Madeira. Passou ainda pelo Jazz pela escola Hot Clube - Escola de jazz Luiz Villas Boas.
Tem vários projectos em várias vertentes Musicais, de destacar no fado "Vânia Canta Amália", no jazz a parceria com o pianista Júlio Resende,no ligeiro a parceria com a Orquestra Imperatriz Sissi, no campo experimental "Lado Luso".
Participou em diversos eventos musicais entre eles o Angrajazz onde foi acompanhada pela orquestra de Jazz da Ilha da Madeira. Vânia Fernandes integrou a Orquestra de Jazz da União Europeia.
Actuou em diversos Festivais de Jazz, como o Além Tejo Jazz, o Funchal Jazz, o Porto Blue Jazz.
Ganhou o Prémio Reconhecimento, atribuído pelo júri da IV Festa do Jazz realizado no Teatro São Luiz, organizado pelo Hot Club de Portugal.
Vânia Fernandes ganhou especial notoriedade pela participação no reality show musical da estação televisiva de serviço público RTP Operação Triunfo 3 conquistando o primeiro lugar.
Em 2008 venceu o Festival RTP da Canção com "Senhora do Mar", com a qual representou Portugal no Festival Eurovisão da Canção, participou na segunda semifinal, tendo conseguido um 2ºlugar, apurando-se para a final realizada em Belgrado a 24 de Maio de 2008, facto que Portugal não tinha conseguido desde 2003.
Na mesma final a cantora conseguiu uma poisção razoável, sendo 13ª classificada em 25 países concorrentes, obtendo boas votações da França, Suíça, Andorra e da Espanha.

## Discografia
OT3 - vários
Coração do Alto Mar - Editora Marte Records

## Videos
- «Vídeo»
- «Vídeo»
- «Vídeo»
- «Vídeo»